# Verein für Bewegungsspiele Stuttgart 1893 1974-1975
Questa voce raccoglie le informazioni riguardanti il Verein für Bewegungsspiele Stuttgart 1893 nelle competizioni ufficiali della stagione 1974-1975.

## Stagione
Nella stagione 1974-1975 il Stoccarda, allenato da Hermann Eppenhoff, Fritz Millinger e Albert Sing, concluse il campionato di Bundesliga al 16º posto. In Coppa di Germania il Stoccarda fu eliminato al primo turno dal Bayern Monaco.

## Rosa
| N. |                     | Ruolo | Calciatore       |
| -- | ------------------- | ----- | ---------------- |
|    | Germania (bandiera) | P     | Gerhard Heinze   |
|    | Germania (bandiera) | P     | Helmut Roleder   |
|    | Germania (bandiera) | D     | Egon Coordes     |
|    | Germania (bandiera) | D     | Willi Entenmann  |
|    | Germania (bandiera) | D     | Arno Schäfer     |
|    | Germania (bandiera) | D     | Manfred Weidmann |
|    | Germania (bandiera) | D     | Reinhold Zech    |
|    | Germania (bandiera) | C     | Helmut Dietterle |
|    | Germania (bandiera) | C     | Markus Elmer     |
|    | Austria (bandiera)  | C     | Buffy Ettmayer   |
|    | Germania (bandiera) | C     | Erwin Hadewicz   |

| N. |                     | Ruolo | Calciatore          |
| -- | ------------------- | ----- | ------------------- |
|    | Germania (bandiera) | C     | Lorenz Hilkes       |
|    | Germania (bandiera) | C     | Michael Hütt        |
|    | Germania (bandiera) | C     | Bernd Martin        |
|    | Germania (bandiera) | C     | Eckehard Müller     |
|    | Germania (bandiera) | C     | Georg Müllner       |
|    | Germania (bandiera) | C     | Hans-Joachim Weller |
|    | Germania (bandiera) | A     | Dieter Brenninger   |
|    | Germania (bandiera) | A     | Klaus-Dieter Jank   |
|    | Germania (bandiera) | A     | Hermann Ohlicher    |
|    | Germania (bandiera) | A     | Heinz Stickel       |
|    | Germania (bandiera) | A     | Heinz Tochtermann   |

## Organigramma societario
Area tecnica
- Allenatore: Albert Sing
- Allenatore in seconda:
- Preparatore dei portieri:
- Preparatori atletici:

## Calciomercato

### Sessione estiva
| Acquisti | Acquisti            | Acquisti             | Acquisti |
| R.       | Nome                | da                   | Modalità |
| -------- | ------------------- | -------------------- | -------- |
| C        | Erwin Hadewicz      | Bayern Monaco        |          |
| C        | Lorenz Hilkes       | Borussia M'gladbach  |          |
| A        | Heinz Tochtermann   | Stoccarda (juniores) |          |
| C        | Hans-Joachim Weller | Monaco 1860          |          |

| Cessioni | Cessioni             | Cessioni               | Cessioni |
| R.       | Nome                 | a                      | Modalità |
| -------- | -------------------- | ---------------------- | -------- |
| C        | Roland Mall          | Heilbronn              |          |
| A        | Karl-Heinz Handschuh | Eintracht Braunschweig |          |
| A        | Hermann Lindner      | Rot-Weiss Essen        |          |

### Sessione invernale
| Acquisti | Acquisti | Acquisti | Acquisti |
| R.       | Nome     | da       | Modalità |
| -------- | -------- | -------- | -------- |

| Cessioni | Cessioni | Cessioni | Cessioni |
| R.       | Nome     | a        | Modalità |
| -------- | -------- | -------- | -------- |

## Risultati

### Bundesliga

#### Girone di andata
| Arbitro: | Schröder |

|                   |           |  |
| Weller 76’ (rig.) | Marcatori |  |

| Arbitro: | Biwersi |

|                                         |           |  |
| Herzog 3’ Geye 54’ (rig.), 75’ Zewe 65’ | Marcatori |  |

| Arbitro: | Kindervater |

|                |           |                     |
| Brenninger 82’ | Marcatori | 51’ Roth 69’ Wunder |

| Arbitro: | Hillebrand |

|                                   |           |              |
| Held 20’ Schwemmle 51’ Janzon 87’ | Marcatori | 60’ Ohlicher |

| Arbitro: | Wichmann |

|            |           |                    |
| Stickel 6’ | Marcatori | 39’ Sidka 88’ Horr |

| Arbitro: | Hilker |

|                    |           |  |
| Volkert 75’ (rig.) | Marcatori |  |

| Arbitro: | Engel |

|                                              |           |                         |
| Müller 24’ Glowacz 27’ Löhr 50’ Lauscher 73’ | Marcatori | 43’ Weller 58’ Ohlicher |

| Arbitro: | Linn |

|                                                             |           |         |
| Weller 23’ Stickel 32’ Ohlicher 43’, 88’ (rig.) Müllner 74’ | Marcatori | 9’ Jung |

| Arbitro: | Zuchantke |

|                         |           |  |
| Fischer 33’ Kremers 84’ | Marcatori |  |

| Stoccarda 19 ottobre 1974, ore 15:30 CET 10ª giornata | Stoccarda | 0 – 0 referto | Eintracht Braunschweig | Neckarstadion (20 000 spett.)\| Arbitro: \| Fork \| |
| Arbitro:                                              | Fork      |               |                        |                                                     |

| Arbitro: | Waltert |

|                                                              |           |                         |
| Røntved 24’ Ohling 55’ Höttges 72’ (rig.) Weist 79’ Kamp 83’ | Marcatori | 27’ Weller 75’ Ohlicher |

| Arbitro: | Biwersi |

|              |           |                                   |
| Ohlicher 85’ | Marcatori | 20’ Heynckes 63’ (aut.) Entenmann |

| Arbitro: | Eschweiler |

|                                                         |           |                                                       |
| Hölzenbein 17’ Weidle 24’ Körbel 30’, 54’ Neuberger 82’ | Marcatori | 8’ Dietterle 20’ Müller 49’, 84’ Ohlicher 89’ Coordes |

| Arbitro: | Dittmer |

|                       |           |            |
| Martin 19’ Weller 80’ | Marcatori | 65’ Jakobs |

| Arbitro: | Hilker |

|                                                        |           |  |
| Diehl 26’ Sandberg 36’, 81’, 84’ Fuchs 83’ Pirrung 86’ | Marcatori |  |

| Arbitro: | Meuser |

|                          |           |             |
| Hadewicz 7’ Ohlicher 71’ | Marcatori | 69’ Lehmann |

| Arbitro: | Redelfs |

|                                       |           |            |
| Burgsmüller 11’ Dörre 43’ Lippens 90’ | Marcatori | 14’ Weller |

#### Girone di ritorno
| Arbitro: | Horstmann |

|           |           |  |
| Balte 53’ | Marcatori |  |

| Arbitro: | Engel |

|             |           |          |
| Stickel 27’ | Marcatori | 20’ Seel |

| Arbitro: | Hennig |

|                |           |              |
| Rummenigge 57’ | Marcatori | 45’ Ohlicher |

| Arbitro: | Wichmann |

|                                   |           |            |
| Hilkes 7’ Weller 68’ Ohlicher 71’ | Marcatori | 61’ Janzon |

| Arbitro: | Basedow |

|                                               |           |  |
| Kliemann 32’ Horr 47’ Szymanek 52’ Weiner 63’ | Marcatori |  |

| Arbitro: | Kindervater |

|             |           |                                 |
| Coordes 84’ | Marcatori | 16’ Sperlich 30’ (rig.) Volkert |

| Arbitro: | Horstmann |

|                   |           |  |
| Ettmayer 18’, 22’ | Marcatori |  |

| Arbitro: | Redelfs |

|                         |           |                                |
| Berghaus 60’ Gerber 89’ | Marcatori | 23’ (rig.) Weller 83’ Ohlicher |

| Arbitro: | Quindeau |

|                                        |           |             |
| Stickel 36’ Entenmann 75’ Ettmayer 84’ | Marcatori | 55’ Kremers |

| Arbitro: | Hillebrand |

|                                                            |           |  |
| Frank 7’ Bründl 11’ Gersdorff 18’, 74’ Grzyb 36’ Erler 48’ | Marcatori |  |

| Arbitro: | Weyland |

|                           |           |                |
| Ohlicher 22’ Weidmann 67’ | Marcatori | 57’, 78’ Weist |

| Arbitro: | Linn |

|                                                |           |              |
| Jensen 3’ Danner 38’, 69’ Kulik 53’ Bonhof 60’ | Marcatori | 79’ Hadewicz |

| Arbitro: | Eschweiler |

|                               |           |                                              |
| Ohlicher 28’, 55’ Coordes 61’ | Marcatori | 37’, 90’ Grabowski 47’ Lorenz 65’ Hölzenbein |

| Arbitro: | Hilker |

|                  |           |              |
| Schwidrowski 66’ | Marcatori | 42’ Ohlicher |

| Arbitro: | Horstmann |

|  |           |                  |
|  | Marcatori | 66’ (rig.) Riedl |

| Arbitro: | Quindeau |

|                                 |           |                              |
| Lehmann 64’ Krause 78’ Worm 83’ | Marcatori | 19’ Hadewicz 70’, 85’ Weller |

| Arbitro: | Dittmer |

|                                           |           |                                    |
| Weidmann 24’ Ohlicher 32’ Tochtermann 40’ | Marcatori | 27’ Fürhoff 52’ (rig.) Burgsmüller |

### Coppa di Germania
| Arbitro: | Roth |

|                                      |           |                          |
| Rummenigge 16’ Müller 76’ Hoeneß 80’ | Marcatori | 58’ Ettmayer 61’ Stickel |

## Statistiche

### Statistiche di squadra
| Competizione      | Punti | In casa | In casa | In casa | In casa | In casa | In casa | In trasferta | In trasferta | In trasferta | In trasferta | In trasferta | In trasferta | Totale | Totale | Totale | Totale | Totale | Totale | DR  |
| Competizione      | Punti | G       | V       | N       | P       | Gf      | Gs      | G            | V            | N            | P            | Gf           | Gs           | G      | V      | N      | P      | Gf     | Gs     | DR  |
| ----------------- | ----- | ------- | ------- | ------- | ------- | ------- | ------- | ------------ | ------------ | ------------ | ------------ | ------------ | ------------ | ------ | ------ | ------ | ------ | ------ | ------ | --- |
| Bundesliga        | 24    | 17      | 8       | 3       | 6       | 31      | 23      | 17           | 0            | 5            | 12           | 19           | 56           | 34     | 8      | 8      | 18     | 50     | 79     | -29 |
| Coppa di Germania | -     | 0       | 0       | 0       | 0       | 0       | 0       | 1            | 0            | 0            | 1            | 2            | 3            | 1      | 0      | 0      | 1      | 2      | 3      | -1  |
| Totale            | 24    | 17      | 8       | 3       | 6       | 31      | 23      | 18           | 0            | 5            | 13           | 21           | 59           | 35     | 8      | 8      | 19     | 52     | 82     | -30 |

### Andamento in campionato
| Giornata  | 1 | 2  | 3  | 4  | 5  | 6  | 7  | 8  | 9  | 10 | 11 | 12 | 13 | 14 | 15 | 16 | 17 | 18 | 19 | 20 | 21 | 22 | 23 | 24 | 25 | 26 | 27 | 28 | 29 | 30 | 31 | 32 | 33 | 34 |
| --------- | - | -- | -- | -- | -- | -- | -- | -- | -- | -- | -- | -- | -- | -- | -- | -- | -- | -- | -- | -- | -- | -- | -- | -- | -- | -- | -- | -- | -- | -- | -- | -- | -- | -- |
| Luogo     | C | T  | C  | T  | C  | T  | T  | C  | T  | C  | T  | C  | T  | C  | T  | C  | T  | T  | C  | T  | C  | T  | C  | C  | T  | C  | T  | C  | T  | C  | T  | C  | T  | C  |
| Risultato | V | P  | P  | P  | P  | P  | P  | V  | P  | N  | P  | P  | N  | V  | P  | V  | P  | P  | N  | N  | V  | P  | P  | V  | N  | V  | P  | N  | P  | P  | N  | P  | N  | V  |
| Posizione | 7 | 12 | 15 | 15 | 16 | 17 | 17 | 15 | 15 | 15 | 16 | 16 | 16 | 15 | 16 | 16 | 16 | 16 | 16 | 15 | 15 | 16 | 16 | 16 | 15 | 15 | 16 | 16 | 16 | 16 | 16 | 16 | 16 | 16 |

Legenda:

Luogo: C = Casa; T = Trasferta. Risultato: V = Vittoria; N = Pareggio; P = Sconfitta.

### Statistiche dei giocatori
| Giocatore      | Bundesliga | Bundesliga | Bundesliga  | Bundesliga | Coppa di Germania | Coppa di Germania | Coppa di Germania | Coppa di Germania | Totale   | Totale | Totale      | Totale     |
| Giocatore      | Presenze   | Reti       | Ammonizioni | Espulsioni | Presenze          | Reti              | Ammonizioni       | Espulsioni        | Presenze | Reti   | Ammonizioni | Espulsioni |
| -------------- | ---------- | ---------- | ----------- | ---------- | ----------------- | ----------------- | ----------------- | ----------------- | -------- | ------ | ----------- | ---------- |
| D. Brenninger  | 20         | 1          | 0           | 0          | 0                 | 0                 | 0                 | 0                 | 20       | 1      | 0           | 0          |
| E. Coordes     | 31         | 3          | 2           | 0          | 1                 | 0                 | 0                 | 0                 | 32       | 3      | 2           | 0          |
| H. Dietterle   | 23         | 1          | 0           | 0          | 1                 | 0                 | 0                 | 0                 | 24       | 1      | 0           | 0          |
| M. Elmer       | 19         | 0          | 2           | 0          | 0                 | 0                 | 0                 | 0                 | 19       | 0      | 2           | 0          |
| W. Entenmann   | 27         | 1          | 6           | 0          | 1                 | 0                 | 0                 | 0                 | 28       | 1      | 6           | 0          |
| B. Ettmayer    | 15         | 3          | 3           | 0          | 1                 | 1                 | 0                 | 0                 | 16       | 4      | 3           | 0          |
| E. Hadewicz    | 18         | 3          | 0           | 0          | 0                 | 0                 | 0                 | 0                 | 18       | 3      | 0           | 0          |
| G. Heinze      | 27         | 0          | 0           | 0          | 1                 | 0                 | 0                 | 0                 | 28       | 0      | 0           | 0          |
| L. Hilkes      | 8          | 1          | 1           | 0          | 0                 | 0                 | 0                 | 0                 | 8        | 1      | 1           | 0          |
| M. Hütt        | 1          | 0          | 0           | 0          | 0                 | 0                 | 0                 | 0                 | 1        | 0      | 0           | 0          |
| K. Jank        | 15         | 0          | 0           | 1          | 0                 | 0                 | 0                 | 0                 | 15       | 0      | 0           | 1          |
| R. Mall        | 5          | 0          | 0           | 0          | 1                 | 0                 | 0                 | 0                 | 6        | 0      | 0           | 0          |
| B. Martin      | 19         | 1          | 0           | 0          | 1                 | 0                 | 0                 | 0                 | 20       | 1      | 0           | 0          |
| E. Müller      | 6          | 1          | 1           | 0          | 0                 | 0                 | 0                 | 0                 | 6        | 1      | 1           | 0          |
| G. Müllner     | 3          | 1          | 0           | 0          | 0                 | 0                 | 0                 | 0                 | 3        | 1      | 0           | 0          |
| H. Ohlicher    | 34         | 17         | 4           | 0          | 1                 | 0                 | 0                 | 0                 | 35       | 17     | 4           | 0          |
| H. Roleder     | 7          | 0          | 0           | 0          | 0                 | 0                 | 0                 | 0                 | 7        | 0      | 0           | 0          |
| A. Schäfer     | 20         | 0          | 3           | 0          | 0                 | 0                 | 0                 | 0                 | 20       | 0      | 3           | 0          |
| H. Stickel     | 33         | 4          | 2           | 0          | 1                 | 1                 | 0                 | 0                 | 34       | 5      | 2           | 0          |
| H. Tochtermann | 6          | 1          | 0           | 0          | 0                 | 0                 | 0                 | 0                 | 6        | 1      | 0           | 0          |
| M. Weidmann    | 30         | 2          | 2           | 0          | 1                 | 0                 | 0                 | 0                 | 31       | 2      | 2           | 0          |
| H. Weller      | 32         | 10         | 2           | 0          | 1                 | 0                 | 0                 | 0                 | 33       | 10     | 2           | 0          |
| R. Zech        | 29         | 0          | 3           | 0          | 0                 | 0                 | 0                 | 0                 | 29       | 0      | 3           | 0          |